# World Conqueror 3
World Conqueror 3 è un videogioco strategico sviluppato e prodotto dalla azienda statunitense EasyTech e pubblicato nel 2015.

## Modalità di gioco
World Conqueror 3 è il terzo capitolo dell'omonima serie. È un gioco di strategia a turni che ci permette di condurre la nostra nazione alla conquista del mondo attraverso differenti epoche e scenari.

### Carriera militare
In questa modalità si possono intraprendere 32 campagne storiche (come Fall Gelb, Leone Marino, Guerra di Corea) e distopiche (come l'invasione dell'America da parte dell'Asse o operazioni contro forze extraterrestri). Si possono assoldare e promuovere generali da diverse accademie militari mondiali utilizzando medaglie che si guadagnano trionfando nelle sfide, oltre a svolgere compiti assegnati e costruire "meraviglie del mondo" che ci conferiranno bonus di vario genere.

### Conquista il mondo
Si può scegliere una fra 50 nazioni per conquistare il mondo in 5 differenti epoche:
- 1939 (Seconda guerra mondiale)
- 1943 (Seconda guerra mondiale)
- 1950 (Guerra fredda)
- 1960 (Guerra fredda)
- ???? (Invasione aliena)[3]

La mappa di gioco rappresenta L'Europa, il Nordafrica, la parte settentrionale dell'America del Sud, l'America del Nord, l'Asia e l'Oceania. L'intelligenza artificiale gestisce le altre potenze in gioco. Possono essere schierate fino a 142 truppe differenti e 12 tecnologie convenzionali (Arma nucleare, Arma contraerea). Una potenza viene sconfitta quando tutte le sue città vengono conquistate impedendole di generare nuove truppe. Le risorse disponibili sono l'oro il ferro (per generare mezzi corazzati e tecnologie) ed il petrolio (generato in apposite basi petrolifere).

## Generali
Esistono diverse accademie militari in diversi paesi, come ad esempio la West Point, la Royal Military Academy e la Saint-Cyr. I comandanti più forti del gioco sono:
- Zhukov
- Manstein
- Guderian
- Eisenhower
- Macarthur
- Mannerheim
- Montgomery
- Patton
- Rommel
- Bock
- Yamamoto
- Yamashita

## Paesi disponibili
| Nazione                    | 1939 | 1943 | 1950 | 1960 | ???? |
| -------------------------- | ---- | ---- | ---- | ---- | ---- |
| Australia                  | si   | si   | si   | si   | si   |
| Belgio                     | si   | -    | si   | si   | -    |
| Brasile                    | -    | si   | si   | si   | si   |
| Bulgaria                   | si   | si   | si   | si   | -    |
| Canada                     | si   | si   | si   | si   | si   |
| Colombia                   | -    | -    | -    | -    | -    |
| Cuba                       | -    | si   | si   | si   | -    |
| Danimarca                  | si   | -    | si   | si   | -    |
| Egitto                     | si   | si   | si   | si   | si   |
| Finlandia                  | si   | si   | -    | -    | -    |
| Terzo Reich/Germania       | si   | si   | -    | si   | si   |
| Grecia                     | si   | -    | si   | si   | -    |
| Ungheria                   | si   | si   | si   | si   | -    |
| India                      | si   | si   | -    | si   | si   |
| Iran                       | -    | -    | si   | si   | -    |
| Iraq                       | -    | -    | si   | si   | si   |
| Italia                     | si   | si   | -    | si   | si   |
| Giappone                   | si   | si   | si   | si   | si   |
| Corea del Nord             | -    | -    | si   | si   | -    |
| Corea del Sud              | -    | -    | si   | si   | -    |
| Messico                    | -    | si   | si   | -    | -    |
| Mongolia                   | si   | si   | si   | si   | -    |
| Paesi Bassi                | si   | -    | si   | si   | -    |
| Norvegia                   | si   | -    | si   | si   | -    |
| Polonia                    | si   | -    | si   | si   | -    |
| Portogallo                 | -    | -    | si   | si   | -    |
| Repubblica Popolare Cinese | -    | -    | si   | si   | si   |
| Repubblica di Cina         | si   | si   | si   | -    | -    |
| Romania                    | si   | si   | -    | si   | -    |
| Arabia Saudita             | -    | -    | -    | si   | si   |
| Unione Sovietica           | si   | si   | si   | si   | si   |
| Spagna                     | si   | si   | si   | si   | si   |
| Svezia                     | -    | -    | si   | si   | -    |
| Svizzera                   | -    | -    | -    | -    | -    |
| Thailandia                 | si   | si   | si   | si   | si   |
| Turchia                    | -    | -    | si   | si   | -    |
| Regno Unito                | si   | si   | si   | si   | si   |
| Stati Uniti                | si   | si   | si   | si   | si   |
| Yugoslavia                 | si   | -    | -    | -    | -    |

## Accoglienza
| Piattaforma | Valutazione |
| ----------- | ----------- |
| Amazon.it   | 3,5/5       |
| Google Play | 4,5/5       |
| App Store   | 4,4/5       |